# Église Saint-Job-le-Très-Souffrant d'Uccle
L'église Saint-Job-le-Très-Souffrant (en russe : церковь святого Иова Многострадального) est un édifice situé à Bruxelles dans la commune d'Uccle, de l'Église orthodoxe russe, faisant partie de la juridiction de l'éparchie de Genève et d'Europe occidentale au sein de Église orthodoxe russe hors frontières.

## Histoire
En 1928, N. M Kotliarevski, membre de la paroisse de Bruxelles de l'Église orthodoxe russe hors frontières et ancien secrétaire général du commandant de l'armée blanche Piotr Nikolaïevitch Wrangel, a pris l'initiative de débuter la construction, dans la capitale de la Belgique, d'une église à la mémoire du tsar martyr Nicolas II. L'initiative a été approuvée par le primat de l'église orthodoxe hors frontières, le métropolite Antoni Krapovitski (en) et, l'année suivante, en 1929, un comité de construction de l'église a été fondé sous le patronage de la grande-duchesse Xenia Alexandrovna de Russie, la propre sœur du tsar Nicolas II..
En 1931, une commission artistique et technique a été créée au sein du comité précité, qui était composée des historiens d'art Nikolaï Krasnov, Pavel Mouratov, de l'architecte Nikolaï Krasnov, du professeur Nikolaï Okounev (ru) et encore du peintre Ivan Bilibine. Dans plusieurs pays, des filiales de ce comité avaient été créées et y avaient recueilli des fonds pour la construction de l'église. Le total des dons s'est élevé à 1,2 million de francs belges. En décembre 1932, le professeur Nikolaï Okounev a proposé de prendre comme modèle pour l'église Saint Job, les deux chapelles au pied de la tour de l'église de la Transfiguration à Ostrov, située au sud-est de Moscou.

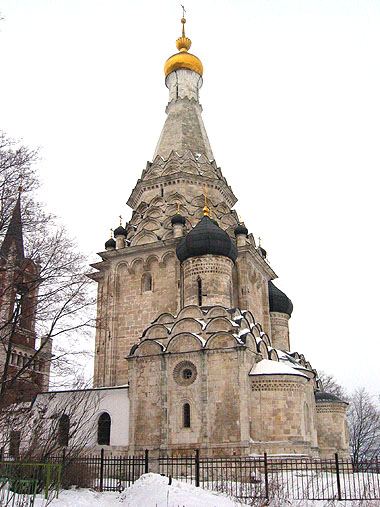
Église de la Transfiguration à Ostrov en Russie, près de Moscou

Au début de l'année 1934, le projet d'église réalisée précédemment à Leningrad par l'architecte Nikolaï Istselennov (ru) est approuvé. Le 2 février 1936, le métropolite Anastasi (Gribanovski) (ru) et le métropolite serbe Dosithée ont posé la première pierre de l'édifice. La dynastie des Romanov était représentée par Gabriel Constantinovitch de Russie. Après l'interruption des travaux à cause de la Seconde Guerre mondiale, ils ont repris sous la direction de A. B. Bogdassarov. Le 1er octobre 1950, le lieu de culte, qui pouvait contenir jusqu'à 400 personnes, est consacré par le métropolite Nathanaël (Lvovym) (ru) et de Leonti Bartochevitch (ru), en présence de nombreux membres du clergé et du prince Gabriel Constantinovitch de Russie.
En même temps que l'église, est bâtie, à droite, une annexe qui sera transformée en trapeznaïa en 1973. Après la consécration, la garde de l'église a été confiée à la congrégation de Marthe et Marie.
En août 1977, un incendie s'est produit dans le bâtiment et a endommagé le dôme. La restauration a pris plusieurs mois et Nikolaï Istselennov (ru) (1891-1981) a pris part à ces travaux. Le 15 août 1981, un vol a été perpétré dans l'église : le tabernacle, les évangiles et 45 icônes ont été volées. Elles ont été retrouvées plus tard dans un magasin d'antiquités.

## Particularités architecturales et décoration
Le corps cubique de l'église est surmonté par une corniche saillante, des gradins de zakomars et d'un dôme recouvert de cuivre et peint en vert. Ce dernier s'appuie sur un tambour. Des pilastres scindent les façades en plusieurs sections. De chaque côté du porche d'entrée, une haute fenêtre étroite est percée dans les murs. Sur la façade principale, est placée une petite fenêtre en rosace. Ces éléments se retrouvent sur les façades des chapelles latérales de l'église de la Transfiguration à Ostrovl. Des marches en granit mènent au portail. Le complexe est entouré d'une clôture en fer et les abords sont plantés de quelques bouleaux.
L'intérieur de l'église contient différents kiots, des sortes de coffrets qui les protègent de la poussière tout en permettant de vénérer les icônes. Au-dessus de l'un d'eux, quatre plaques de marbre immortalisent les noms des membres de la famille impériale russe assassinée.
L'église se trouve au bas de l'Avenue De Fré à Uccle et bénéficie d'un environnement urbain bien dégagé et arboré dans un quartier résidentiel agréable.

## Reliques de l'église
Dans l'un des murs de l'église a été retrouvée une relique en provenance de Ganina Iama (en), le lieu où ont été massacrés des membres de la famille impériale russe le 17 juillet 1918, Cette relique serait un doigt du tsar Nicolas II,.

La grande-duchesse Xenia Alexandrovna de Russie a offert à l'église l'icône de saint Jean Baptiste, qui se trouvait dans la Maison Ipatiev, lieu du massacre de la famille impériale, la bible de l'impératrice Alexandra Feodorovna, des vêtements et du petit mobilier appartenant au tsar. 

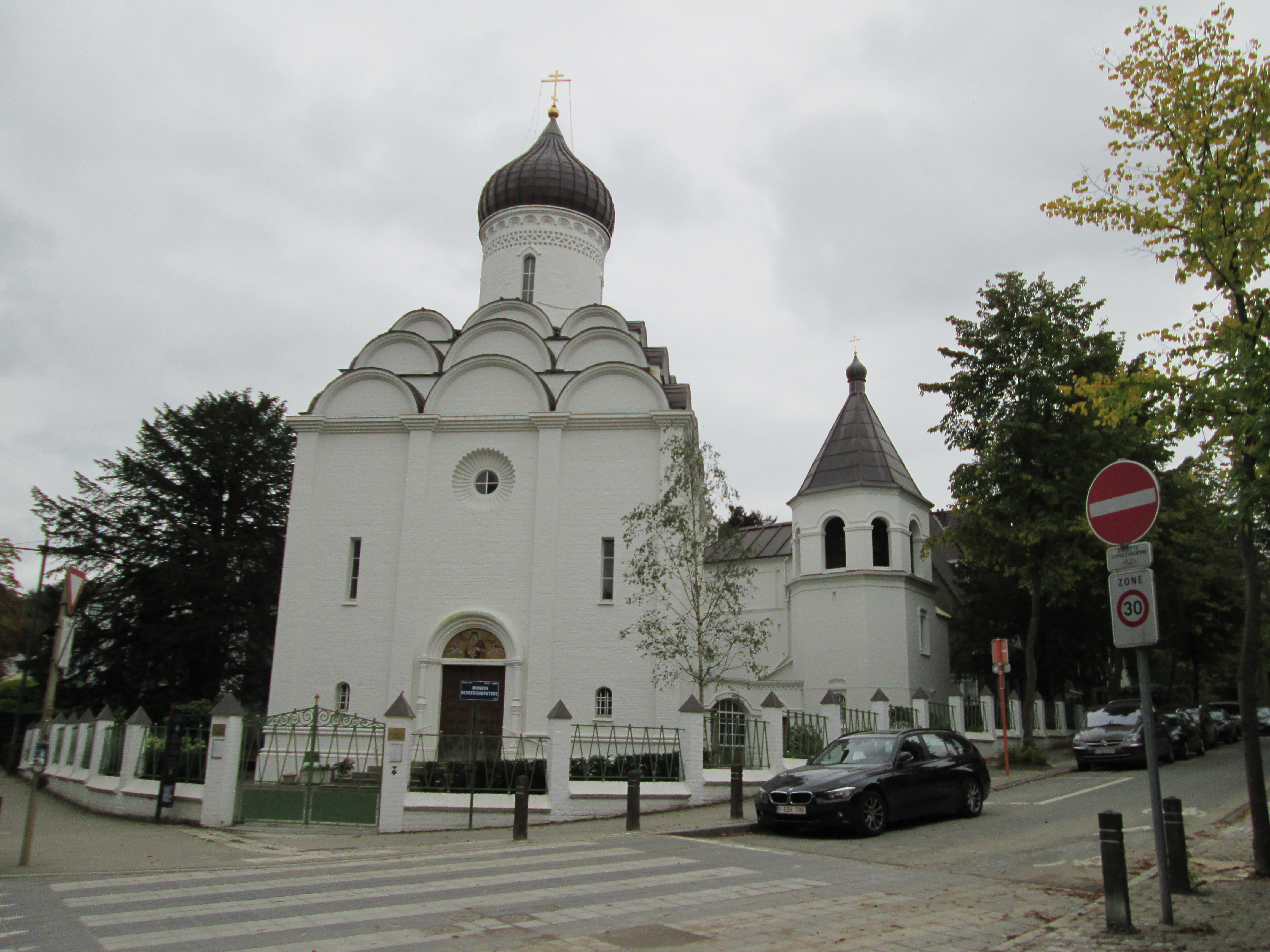
église Saint Job à Uccle

## Archevêques
- Archevêque Jean de Shanghaï (1950—1964)
- Archevêque Antoni (Bartochevitch) (1964—1993)
- Archevêque Séraphin (Doulgov) (1993—2001)
- Évêque Ambroise Cantacuzène (ru) (2001—2004)
- Évêque Agapit (Goratchek) (2004—2006)
- Archevêque Michel (Donskoff) (depuis 2006)
- Archevêque Irénée de Londres et d'Europe occidentale
- Archiprêtre Léonide Grilikhes (ru) (suppléant depuis septembre 2012)